# 7754 Gopalan
7754 Gopalan este un asteroid din centura principală, descoperit pe 2 octombrie 1989, de Schelte Bus.